# 縄文の女神

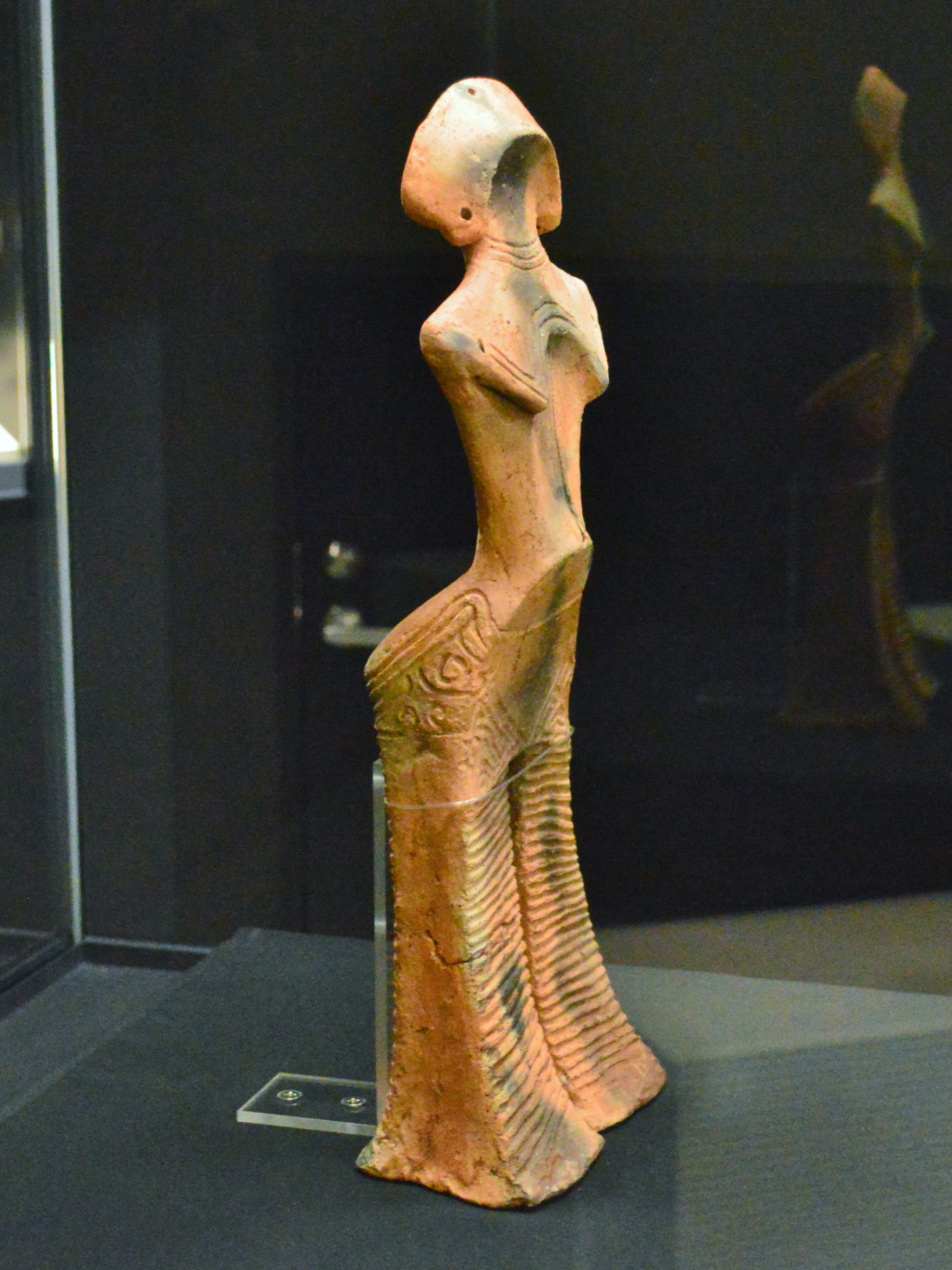
土偶「縄文の女神」山形県立博物館展示。

縄文の女神（じょうもんのめがみ）は、山形県最上郡舟形町の西ノ前遺跡から出土した縄文時代中期頃の土偶。国宝に指定されている。

## 概要
縄文の女神は、高さ45センチメートル (cm)、淡い赤褐色をした土偶である。縄文時代の人の姿が究極に再現された土偶であり、故意に壊された状態で発見され復元が不可能な土偶が多い中、完全な土偶は日本国内では珍しいとされる。
1986年、尾花沢新庄道路（東北中央自動車道）の建設工事の具体化に伴い、山形県教育委員会が行った遺跡詳細分布調査によって西ノ前遺跡が発見され、1992年6月から尾花沢新庄道路の建設ルートとなった最上小国川左岸（西ノ前遺跡内）の発掘調査が行われ、8月4日から8月6日の間に、直径約2.5メートル (m)、地下1 mの土器の捨て場とされる範囲から左足、腰、頭、胴、右足など5つに割れた土偶が次々と出土。その後復元され、高さは45 cmと日本で発掘された土偶の中で最大級とされる。均整のとれた八頭身の美しい容貌から、縄文の女神と呼ばれるようになった。また、この発掘調査で縄文の女神以外にも47点の土偶残欠が出土し、国宝の附（つけたり）として指定されている。
1998年6月30日に「土偶1箇 附 土偶残欠47箇 山形県西ノ前遺跡出土」の名称で国の重要文化財に指定され、2012年9月6日に同じ名称で国宝に指定された。山形県内としては6件目、土偶としては4件目の国宝指定である。
本土偶は山形県立博物館に保管されており、レプリカが舟形町歴史民俗資料館に展示されている。
イギリスの大英博物館で2009年に開催された土偶展にも展示されるなど、日本国外での出展歴もある。

## 詳細
本土偶の出土地点周辺からは縄文中期の大木8a式土器が出土しており、本土偶の製作年代も同時期と見られる。本土偶は女性の身体を極限にまでデフォルメした造形に特色がある。顔面は扇形に形成され、扁平でわずかに内彎する。顔面には4か所に小孔を穿つほか、目鼻等の表現はない。後頭部は大きく内彎する。左右の乳房はそれぞれ逆三角形を呈し、2条の沈線で縁取る。胴部は正中に2条の沈線を垂直方向に施し、この沈線の下方には刺突によって臍を表す。臀部は後方に大きく屈曲している。腰部には沈線で入り組んだ文様を表す。左右の脚はそれぞれ角錐状に形成され、最下部で結合している。それぞれの脚の前面と背面は太めの沈線で斜線状の文様を密に表すが、側面は無文である。両脚とも、足裏に穴を空けて内部の土を掻き出しており、その深さは3 cm強である。このように内部の土を掻き出すのは、焼成時に内部が生焼けになるのを防ぐための技術的工夫であると考えられている。本土偶は5つに割れた状態で出土したものであるが、ほぼ完形に接続復元されている。縄文土偶は故意に破壊された状態で出土するものが多いなかで、本土偶は全体をほぼ完存する点で貴重であり、大きさ（高さ45 cm）も縄文土偶としては最大級であり、日本を代表する土偶の1つであると評価されている。
| 出土地   | 山形県最上郡舟形町舟形字西ノ前西ノ前遺跡（集落跡） |
| 年代     | 縄文時代中期                                       |
| 高さ     | 45 cm                                              |
| 肩幅     | 16.8 cm                                            |
| 腹厚     | 約7 cm                                             |
| 股下脚長 | 約15 cm                                            |
| 重さ     | 3155グラム (g)                                     |